# Holy Island, Skottland
Holy Island är en ö i Storbritannien.   Den ligger i riksdelen Skottland, i den nordvästra delen av landet, 500 km nordväst om huvudstaden London. Arean är 2,8 kvadratkilometer.
Terrängen på Holy Island är lite kuperad. Öns högsta punkt är 293 meter över havet. Den sträcker sig 2,9 kilometer i nord-sydlig riktning, och 1,8 kilometer i öst-västlig riktning.